# شهرستان سرباژر
شهرستان شار باژر  یک شهرستان‌های عراق در عراق است که در استان سلیمانیه واقع شده‌است.